# Tamanho de papel

Comparação entre os tamanhos mais comuns.

Mapa-múndi mostrando a adoção do padrão ISO A4 (azul) vs. sistema Letter norte-americano (vermelho)

Os tamanhos de papel baseiam-se em sistemas reconhecidos oficialmente por convenções. Atualmente há dois principais sistemas em vigor: o sistema internacional ISO 216, adotado na maioria dos países, e os formatos adotados nos Estados Unidos e Canadá (como o letter).
| Série A | Série A     | Série B | Série B     | Série C | Série C    |
| ------- | ----------- | ------- | ----------- | ------- | ---------- |
| 4A0     | 1682 × 2378 | –       | –           | –       | –          |
| 2A0     | 1189 × 1682 | –       | –           | –       | –          |
| A0      | 841 × 1189  | B0      | 1000 × 1414 | C0      | 917 × 1297 |
| A1      | 594 × 841   | B1      | 707 × 1000  | C1      | 648 × 917  |
| A2      | 420 × 594   | B2      | 500 x 707   | C2      | 458 × 648  |
| A3      | 297 × 420   | B3      | 353 × 500   | C3      | 324 × 458  |
| A4      | 210 × 297   | B4      | 250 × 353   | C4      | 229 × 324  |
| A5      | 148 × 210   | B5      | 176 × 250   | C5      | 162 × 229  |
| A6      | 105 × 148   | B6      | 125 × 176   | C6      | 114 × 162  |
| A7      | 74 × 105    | B7      | 88 × 125    | C7      | 81 × 114   |
| A8      | 52 × 74     | B8      | 62 × 88     | C8      | 57 × 81    |
| A9      | 37 × 52     | B9      | 44 × 62     | C9      | 40 × 57    |
| A10     | 26 × 37     | B10     | 31 × 44     | C10     | 28 × 40    |

A tolerância especificada pela norma é de:
- ±1.5 mm para dimensões até 150 mm,
- ±2 mm para medidas de 150 a 600 mm, e
- ±3 mm para dimensões acima de 600 mm.

| Nome             | Em polegadas | Em milímetros | Razão  | Comparação    |
| ---------------- | ------------ | ------------- | ------ | ------------- |
| Carta (Letter)   | 8½ × 11      | 216 × 279     | 1.2941 | próxima ao A4 |
| Ofício (Legal)   | 8½ × 14      | 216 × 356     | 1.6471 | próxima ao A4 |
| Ofício 2 (Folio) | 8½ × 13      | 216 × 330     | 1.5294 | próxima ao A4 |
| Ofício 9         | 8,46 × 12,4  | 215 × 315     | 1.4651 | próxima ao A4 |
| Tabloide         | 11 × 17      | 279 × 432     | 1.5455 | próxima ao A3 |

## Padrão ISO 216

Série A do padrão ISO216.

O padrão internacional para tamanho de papéis ISO 216 é baseado no padrão alemão DIN 476. Partindo do sistema métrico, o formato-base é uma folha de papel medindo 1 m² de área (A0). O grande trunfo é a proporção entre os lados do papel, a mesma em todos os tamanhos do padrão, aproximadamente igual a {\displaystyle 1:{\sqrt {2}}} (raiz quadrada de 2, igual a 1,4142…), que tem a propriedade de se manter quando a folha é cortada pela metade ou dobrada
.
Sucessivos cortes definem a série A de tamanhos A1, A2, A3, A4…, cujas medidas são arredondadas na ordem dos milímetros. Manter a mesma proporção entre diferentes tamanhos, propriedade inexistente nos formatos tradicionais de papel, facilita a ampliação e redução de um tamanho para o outro e a confecção de folhetos e brochuras com duas páginas em cada folha, na qual o tamanho do papel deve ser, na série, de uma ordem acima do tamanho da página, p.ex., folhas A3 são dobradas para fazer brochuras A4.
No decorrer do século XX o padrão foi adotado em todos os países exceto EUA e Canadá, países que também são os únicos a ainda não adotarem inteiramente o sistema métrico. No México, Colômbia e Filipinas, apesar do padrão ISO ter sido oficialmente adotado, o formato US Letter é ainda de uso comum.
As vantagens de basear o formato de papel na razão {\displaystyle 1:{\sqrt {2}}} já havia sido notado em 1768 pelo cientista alemão Georg Christoph Lichtenberg (em uma carta para Johann Beckmann). No começo do século XX, Walter Porstmann fez da ideia de Lichtenberg um sistema de fato para diferentes tamanhos de papel, que foi introduzido como padrão DIN 476 em 1922, substituindo uma vasta variedade de outros formatos.
O padrão DIN 476 espalhou-se rápido para outros países. Antes da deflagração da Segunda Guerra Mundial ele foi adotado pelas seguintes nações:
| - Bélgica (1924) - Países Baixos (1925) - Noruega (1926) | - Suíça (1929) - Suécia (1930) - União Soviética (1934) | - Hungria (1938) - Itália (1939) |

Durante a guerra, foi adotado pelo Uruguai (1942), Argentina (1943) e Brasil (1943), e após o armistício, continuou a se difundir para:
| - Espanha (1947) - Áustria (1948) - Romênia (1949) - Japão (1951) - Dinamarca (1953) - Checoslováquia (1953) - Israel (1954) - Portugal (1954) - Iugoslávia (1956) - Índia (1957) | - Polônia (1957) - Reino Unido (1959) - Venezuela (1962) - Nova Zelândia (1963) - Islândia (1964) - México (1965) - África do Sul (1966) - França (1967) - Peru (1967) - Turquia (1967) | - Chile (1968) - Grécia (1970) - Zimbábwe (1970) - Singapura (1970) - Bangladesh (1972) - Tailândia (1973) - Barbados (1973) - Austrália (1974) - Equador (1974) - Colômbia (1975) - Kuwait (1975) |

Em 1975, tantos países usavam o sistema alemão que ele foi estabelecido como padrão ISO, e também como o formato de documentação oficial das Nações Unidas. Em 1977, o A4 era o formato padrão de cartas em 88 de 148 países, e hoje apenas os EUA e o Canadá não adotaram o sistema.
Por terem todos a mesma proporção, o padrão ISO 216 facilita o redimensionamento de documentos entre seus tamanhos, prevenindo perda de imagem. Assim, uma página A4 pode ser ampliada para A3 retendo as mesmas proporções do documento original. Uma opção comum em fotocopiadoras é a ampliação ou redução de A4 para A3 e vice-versa, aplicando um redimensionamento de 141% ({\displaystyle {\sqrt {2}}}) ou 71% ({\displaystyle {\sqrt {1/2}}}), na altura e largura do documento. A tabela a seguir apresenta uma relação de fatores entre todos os tamanhos de cada série.
| de \ para | x0    | x1    | x2    | x3    | x4   | x5   | x6    | x7    | x8    | x9    | x10   |
| --------- | ----- | ----- | ----- | ----- | ---- | ---- | ----- | ----- | ----- | ----- | ----- |
| x0        | 100%  | 71%   | 50%   | 35%   | 25%  | 18%  | 12.5% | 8.8%  | 6.2%  | 4.4%  | 3.1%  |
| x1        | 141%  | 100%  | 71%   | 50%   | 35%  | 25%  | 18%   | 12.5% | 8.8%  | 6.2%  | 4.4%  |
| x2        | 200%  | 141%  | 100%  | 71%   | 50%  | 35%  | 25%   | 18%   | 12.5% | 8.8%  | 6.2%  |
| x3        | 283%  | 200%  | 141%  | 100%  | 71%  | 50%  | 35%   | 25%   | 18%   | 12.5% | 8.8%  |
| x4        | 400%  | 283%  | 200%  | 141%  | 100% | 71%  | 50%   | 35%   | 25%   | 18%   | 12.5% |
| x5        | 566%  | 400%  | 283%  | 200%  | 141% | 100% | 71%   | 50%   | 35%   | 25%   | 18%   |
| x6        | 800%  | 566%  | 400%  | 283%  | 200% | 141% | 100%  | 71%   | 50%   | 35%   | 25%   |
| x7        | 1131% | 800%  | 566%  | 400%  | 283% | 200% | 141%  | 100%  | 71%   | 50%   | 35%   |
| x8        | 1600% | 1131% | 800%  | 566%  | 400% | 283% | 200%  | 141%  | 100%  | 71%   | 50%   |
| x9        | 2263% | 1600% | 1131% | 800%  | 566% | 400% | 283%  | 200%  | 141%  | 100%  | 71%   |
| x10       | 3200% | 2263% | 1600% | 1131% | 800% | 566% | 400%  | 283%  | 200%  | 141%  | 100%  |

### Séries B e C

The ISO B series.

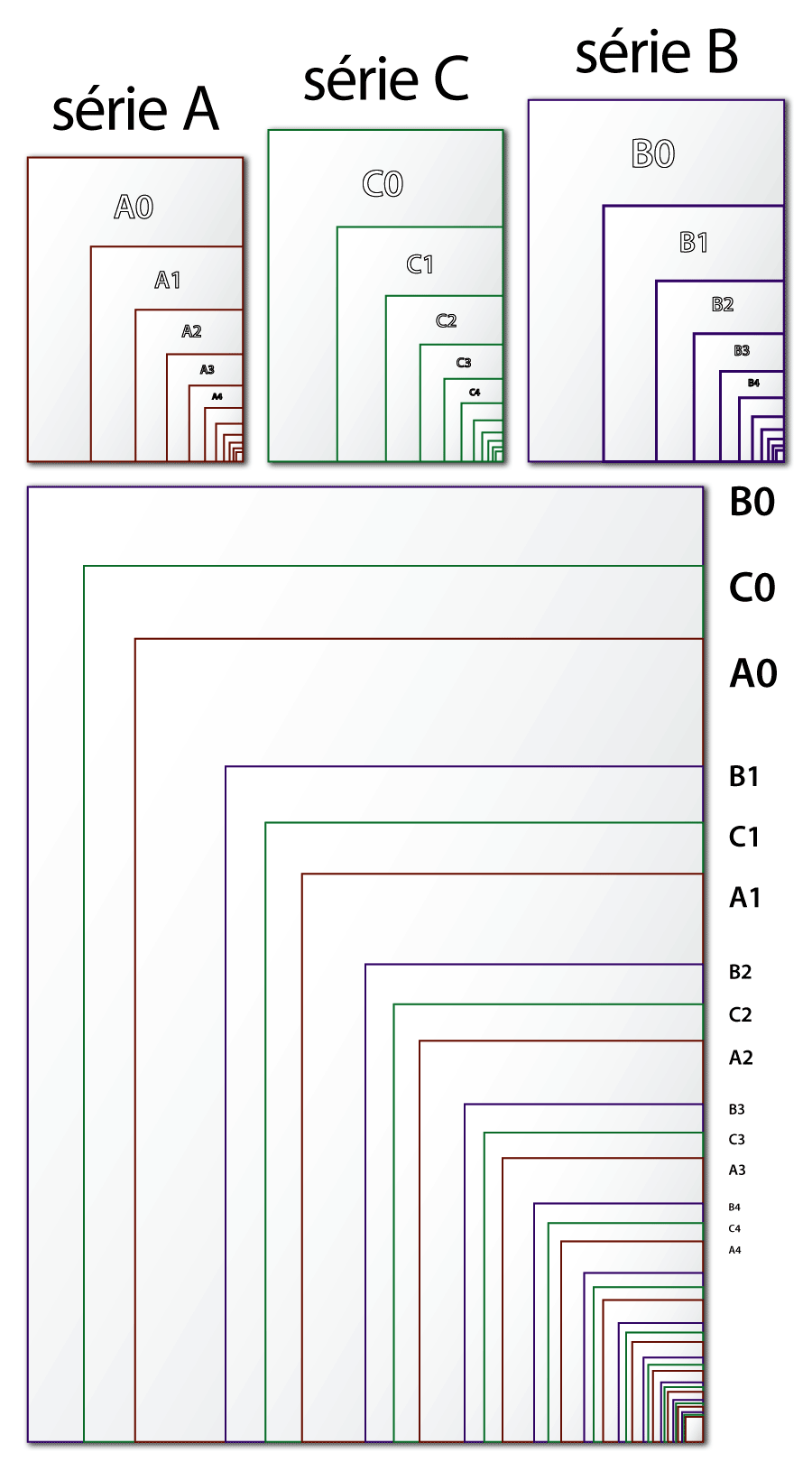
Comparação entre as séries A, B e C.

Para aplicações onde a série A não oferece um tamanho adequado, o padrão também define a série B, menos comum, na qual as medidas de cada elemento são uma média geométrica entre dois tamanhos seguidos de elementos da séria A, o que mantém a mesmo proporção de {\displaystyle 1:{\sqrt {2}}}. Menos comum em escritórios, a série B é usada em situações específicas, como cartazes, livros (B5, p.ex.), envelopes, cartas de baralho e documentos padronizados, como passaportes e cartões de identificação (B7).
| An → Bn           | 119% | {\displaystyle {\sqrt {\sqrt {2}}}}           |
| Bn → An           | 84%  | {\displaystyle {\sqrt {\sqrt {1/2}}}}         |
| An → Cn e Cn → Bn | 109% | {\displaystyle {\sqrt {\sqrt {\sqrt {2}}}}}   |
| Bn → Cn e Cn → An | 92%  | {\displaystyle {\sqrt {\sqrt {\sqrt {1/2}}}}} |

A série C é um tamanho médio entre as duas primeiras: as medidas de cada elemento da série são a média geométrica entre as medidas dos elementos da séria A e B de mesmo número, p.ex., a largura e altura de uma folha C4 é a média geométrica das alturas e larguras das folhas A4 e B4. Ou seja, a folha C4 é ligeiramente maior que uma A4 e ligeiramente menor que uma B4. Um uso prático disso é que um envelope C4 acomoda uma folha A4 sem dobrar, que dobrada uma vez cabe num envelope C5 e dobrada duas vezes, num C6. O uso da série C para envelopes foi definido pela norma ISO 269, que também especifica os tamanhos mistos C7/C6 (81 × 162 mm) e C6/C5 (114 × 229 mm), para acomodar papéis A5 e A4 com duas dobras (um terço do tamanho).

## Outros formatos

### Tamanhos de papel estadunidenses

Tamanhos de papel da norma da ANSI.

Os atuais padrões de papel nos EUA, definidos pelo ANSI, derivam dos formatos tradicionais Letter, Legal e Tabloide. As origens da dimensão do Letter (216 × 279 mm, ou 8,5 × 11 polegadas) estão perdidas na tradição e não são documentadas.

#### Tamanhos de papel ANSI
Em 1995, o American National Standards Institute adotou a norma ANSI/ASME Y14.1 que define uma série regular de tamanhos de papel com base no tamanho Letter de 8.5 × 11 polegadas, designado ANSI A. A série também inclui o tamanho Tabloide como ANSI B. As definições são parecidas com a norma ISO no sentido de que o corte pela metade de cada tamanho gera duas folhas  do próximo tamanho. Entretanto, a proporção arbitrária acarreta que a série tenha dois formatos que se alternam a cada divisão.
Como cada tamanho é comparável aos da série A, documentos podem ser cuidadosamente preparados para caber tanto nas folhas ANSI quanto nas ISO sem deformações.
| Nome   | (polegadas) | (mm)           | proporção | similar ao |
| ------ | ----------- | -------------- | --------- | ---------- |
| ANSI A | 8½ × 11     | 215.9 × 279.4  | 1.2941    | A4         |
| ANSI B | 11 × 17     | 279.4 × 431.8  | 1.5455    | A3         |
| ANSI C | 17 × 22     | 431.8 × 538.8  | 1.2941    | A2         |
| ANSI D | 22 × 34     | 538.8 × 863.6  | 1.5455    | A1         |
| ANSI E | 34 × 44     | 863.6 × 1117.6 | 1.2941    | A0         |

### Formatos tradicionais baseados emunidades anglo-saxãs
Tradicionalmente, diferentes tamanhos eram estabelecidos para grandes folhas de papel, e formatos derivados eram definidos de acordo com o número de vezes que elas foram cortadas. Assim, uma folha Royal inteira mede 25 × 20 polegadas, e uma Royal Octavo, tinha essa medida cortada três vezes, para fazer oito folhas de 10 × 6¼ polegadas.
Unidades anglo-saxãs foram usadas no Reino Unido e em seus territórios. Alguns formatos são os que seguem:
| Nome                | (polegadas) | (mm)        | proporção |
| ------------------- | ----------- | ----------- | --------- |
| Emperor             | 48 × 72     | 1219 × 1829 | 1.5       |
| Antiquarian         | 31 × 53     | 787 × 1346  | 1.7097    |
| Grand Eagle         | 28¾ × 42    | 730 × 1067  | 1.4609    |
| Double Elephant     | 26¾ × 40    | 678 × 1016  | 1.4984    |
| Colombier           | 23½ × 34½   | 597 × 876   | 1.4681    |
| Atlas*              | 26 × 34     | 660 × 864   | 1.3077    |
| Double Demy         | 22½ × 35½   | 572 × 902   | 1.5777    |
| Double Large Post   | 21 × 33     | 533 × 838   | 1.5713    |
| Imperial*           | 22 × 30     | 559 × 762   | 1.3636    |
| Double Post         | 19 × 30½    | 483 × 762   | 1.6052    |
| Elephant*           | 23 × 28     | 584 × 711   | 1.2174    |
| Princess            | 21½ × 28    | 546 × 711   | 1.3023    |
| Cartridge           | 21 × 26     | 533 × 660   | 1.2381    |
| Super Royal         | 19 × 27     | 483 × 686   | 1.4203    |
| Royal*              | 20 × 25     | 508 × 635   | 1.25      |
| Sheet and Half Post | 19½ × 23½   | 495 × 597   | 1.2051    |
| Medium*             | 17½ × 23    | 470 × 584   | 1.2425    |
| Demy*               | 17½ × 22½   | 445 × 572   | 1.2857    |
| Large Post          | 16½ × 21    | 419 × 533   | 1.2727    |
| Large Post          | 15½ × 20    | 394 × 508   | 1.2903    |
| Copy Draught        | 16 × 20     | 406 × 508   | 1.25      |
| Crown*              | 15 × 20     | 381 × 508   | 1.3333    |
| Post*               | 15½ × 19¼   | 394 × 489   | 1.2419    |
| Pinched Post        | 14¾ × 18½   | 375 × 470   | 1.2533    |
| Foolscap*           | 13½ × 17    | 343 × 432   | 1.2593    |
| Small Foolscap      | 13¼ × 16½   | 337 × 419   | 1.2453    |
| Brief               | 13½ × 16    | 343 × 406   | 1.1852    |
| Pott                | 12½ × 15    | 318 × 381   | 1.2       |

* Os tamanhos marcados com asterisco são utilizados nos EUA.
Suas divisões usuais e suas abreviações são as seguintes:
| Nome(s)                  | abrev.  | cortes | folhas | páginas |
| ------------------------ | ------- | ------ | ------ | ------- |
| Folio                    | fo/f    | 1      | 2      | 4       |
| Quarto                   | 4to     | 2      | 4      | 8       |
| Sexto ou Sixmo           | 6to/6mo | 3      | 6      | 12      |
| Octavo                   | 8vo     | 3      | 8      | 16      |
| Duodecimo ou Twelvemo    | 12mo    | 4      | 12     | 24      |
| Sextodecimo ou Sixteenmo | 16mo    | 4      | 16     | 32      |

Muitos desses tamanhos são utilizados somente na composição de livros.

## Espessura e densidade do papel
Onde vigora o padrão ISO, a espessura e densidade de um papel é expressa em gramas por metro quadrado (g/m²), unidade batizada de gramatura e padronizada na norma ISO 536. Gramaturas comuns no dia-a-dia são 75g/m² e 90g/m².